# Ujiji
Ujiji, Udjiji ou encore Oudjiji est une ville de Tanzanie établie sur le lac Tanganyika, à environ 10 kilomètres au sud de Kigoma. Elle fut avec Baraka dès le XIXe siècle un important comptoir commercial pour les relations entre l'Afrique centrale et l'Afrique orientale (Zanzibar). Richard Francis Burton et John Hanning Speke visitèrent la ville en 1858 lors de leur expédition à la recherche des sources du Nil. C'est en la ville d'Ujiji qu'eut lieu le 10 novembre 1871 la rencontre historique entre David Livingstone et Henry Morton Stanley, qui accueillit le premier d'un « Docteur Livingstone, je présume ? ».
Ujiji est également l'endroit où les explorateurs britanniques Richard Burton et John Speke atteignirent pour la première fois les rives du lac Tanganyika en 1858. À l'époque, Burton et Spike durent rebrousser chemin à cause de grosses pluies alors qu'ils n'étaient plus qu'à 10 miles de la Rusizi qui se jette dans le lac à son extrémité nord. En novembre 1871, par contre, quelques jours après leur rencontre à Ujiji, Livingstone et Stanley partent en exploration en direction du nord du lac Tanganyika dans un canoë fourni par un Arabe. Une fois l'extrémité nord du lac atteinte à environ 175 km d' Ujiji, une des énigmes des sources du Nil est éclaircie par les deux explorateurs. Ils constatent en effet que la rivière Rusizi s'écoule du nord vers le sud et se jette dans le lac. Elle sert de déversoir au Lac Kivu situé plus au nord, comme leur dit un chef local. Sans débouché vers le nord, le lac Tanganyika ne pouvait certainement pas être une des sources du Nil et l'une des énigmes de celles-ci était ainsi résolue.
La ville était elle-même le centre d'un vaste État, généralement dénommé du même nom Ujiji (« pays des Jiji »). L'esclavagiste Rumaliza le contrôla jusqu'en 1894.

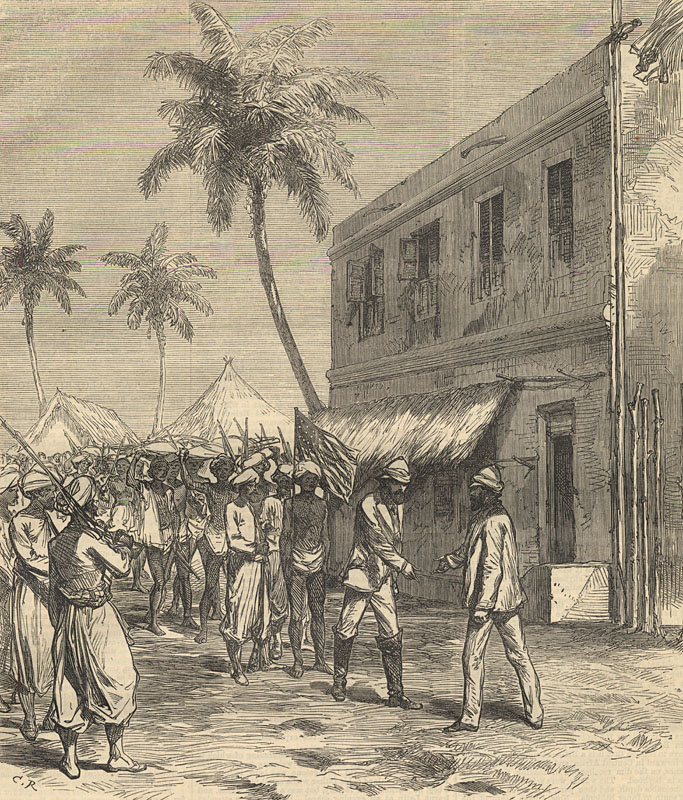
La rencontre historique en 1871 entre Stanley et Livingstone à Ujiji